# Pitahaya

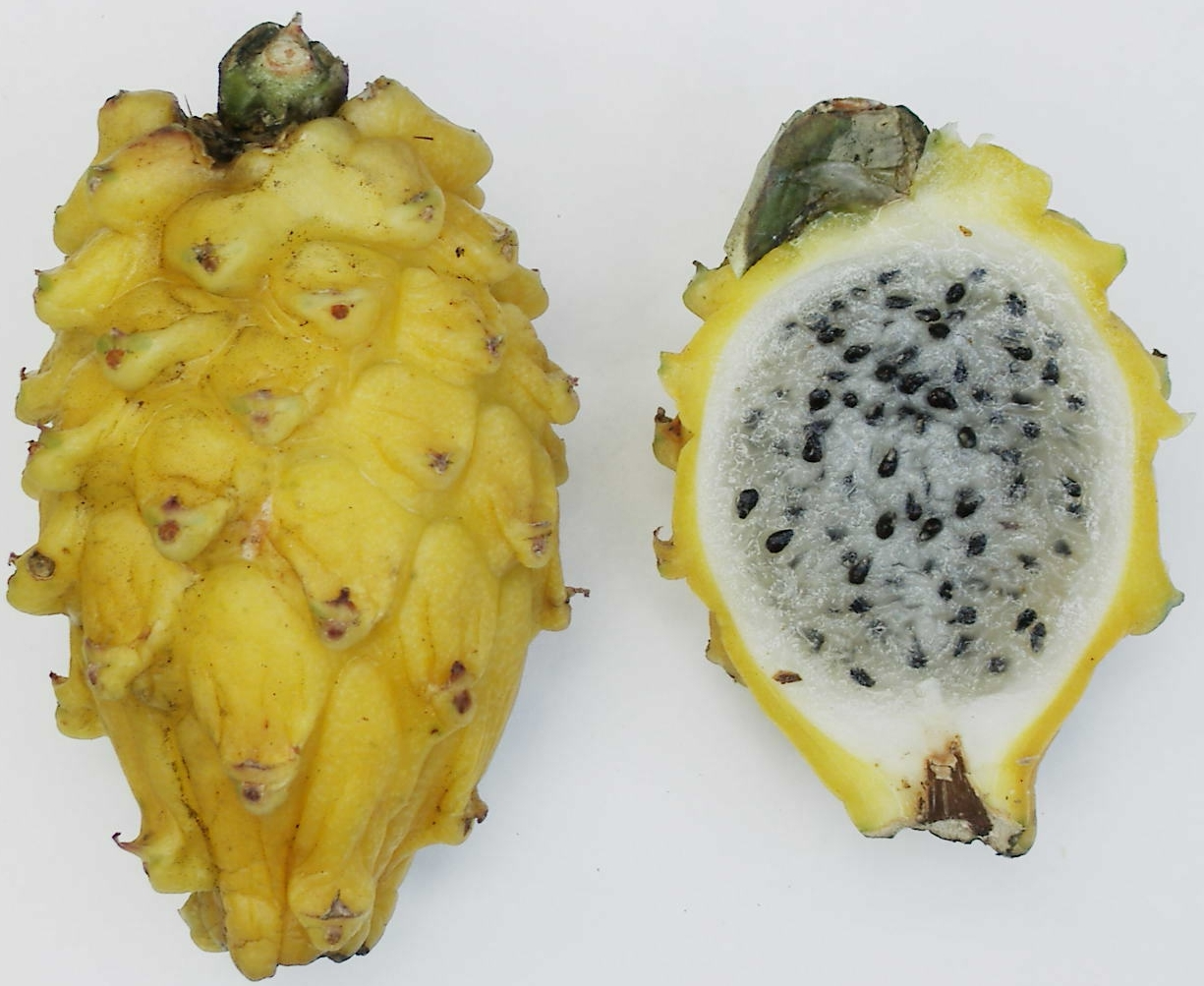
Fruta de Selenicereus megalanthus.

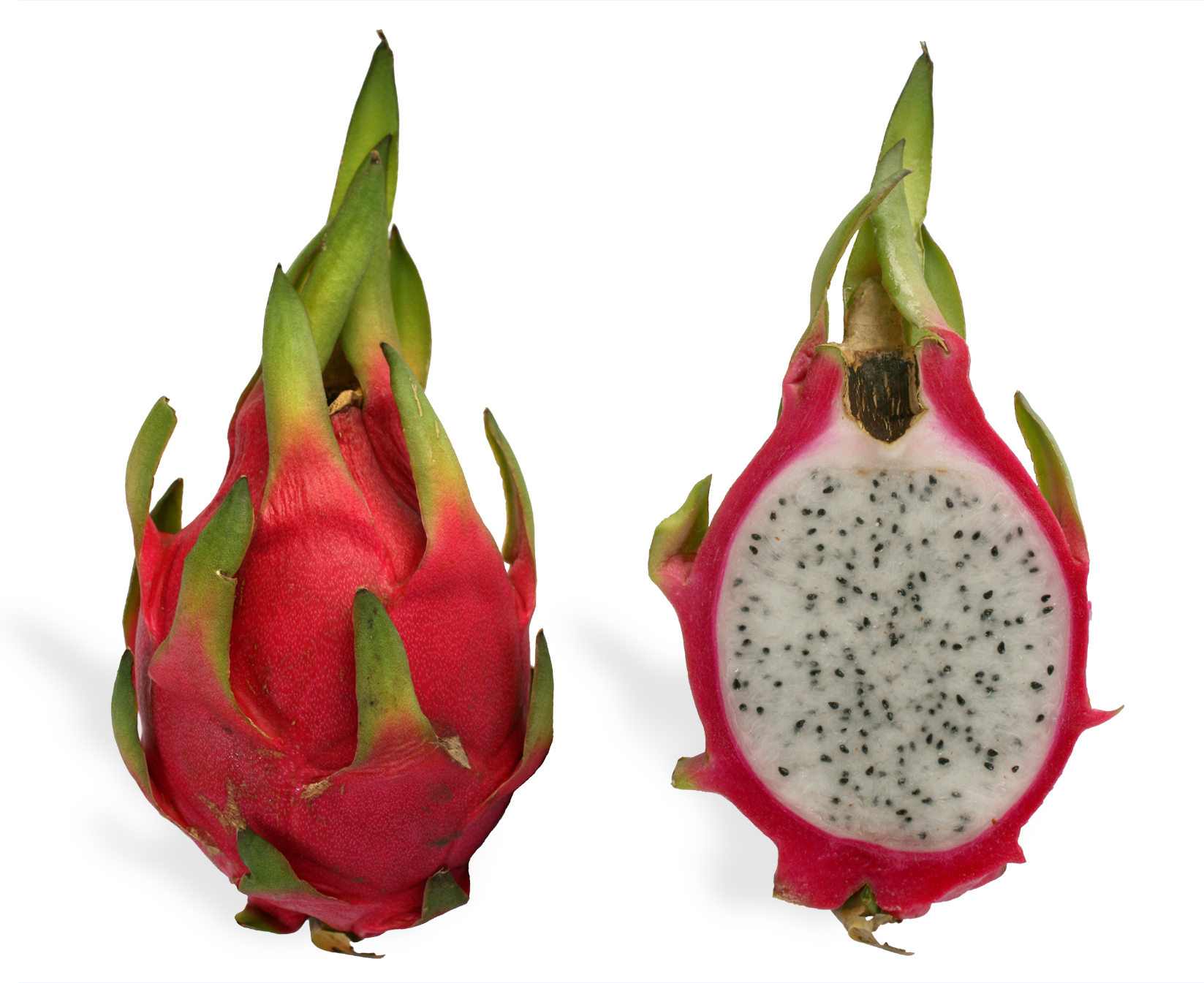
Sección de una pitahaya rosa.

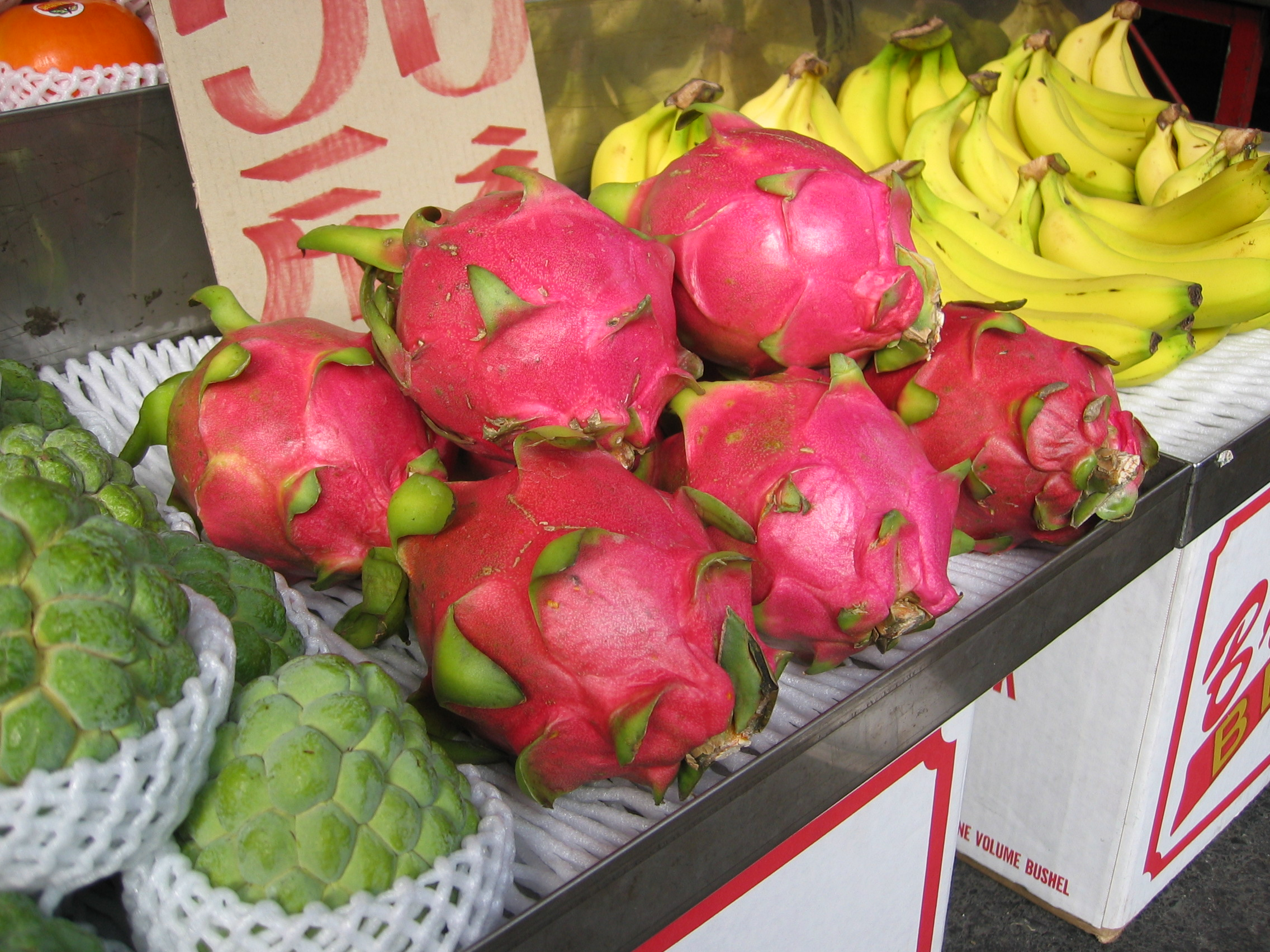
Pitahayas (Selenicereus undatus) en un puesto en un mercado de Taiwán.

Pitahaya, pitires (en lengua antillana, «fruta escamosa») o fruta del dragón son nombres de los frutos de diversas especies del género Selenicereus de la familia Cactaceae, autóctonas de la región del sur de México y las costas del Pacífico de Guatemala, Costa Rica y El Salvador, si bien su producción se ha expandido a otras regiones del mundo, especialmente China, Catar, Arabia Saudí. 

## Descripción
La pitahaya es una planta cactácea, y como tal, resistente a las sequías. La planta es un cactus suculento, rústico, de tallos largos triangulares. Suele enredarse en los árboles próximos alimentándose de la humedad de sus cortezas y trepa por las ramas a ocho o diez metros del suelo sin penetrar en tierra. La flor de la pitahaya, que es tubular, hermafrodita como la mayoría de las cactáceas, es bella pero breve, pues parece deslumbrante por la mañana y a medida que empieza a sentir el calor del sol se deshidrata súbitamente. Se abre una sola vez en las horas nocturnas y su penetrante aroma atrae a numerosos insectos. Se autofecunda pero también puede cruzarse, siendo los murciélagos los mejores polinizadores en su medio natural. La formación del fruto desde la polinización hasta la recolección dura de cuatro a ocho meses dependiendo de las temperaturas existentes.
El fruto es de forma ovoide con 10 cm de largo por 6 cm de ancho y suele presentar desde su nacimiento un color verde que se torna amarillo o rojo según el cultivar, a medida que se desarrolla, ofreciendo una piel escamosa de cuya especial característica surgió su nombre "pitahaya", que en haitiano quiere decir fruta escamosa. Dicha corteza presenta grupos de espinas duras y agudas que se desprenden con facilidad, debiendo ser quitadas cuidadosamente antes de cosechar el fruto y evitar con ello sus pinchazos. Es una fruta sabrosa que contiene una pulpa suave, dulce y blanda en los cultivares de color amarillo y carmesí en las variedades de piel roja, que suelen contener menos azúcar.

## Especies
Se distinguen dos especies principales: Selenicereus triangularis (pitahaya amarilla) y S. ocamponis (pitahaya roja). La que proporciona frutos rojos es mucho más atractiva pero tiene el inconveniente de que es mucho más frágil y delicada, soportando mal el transporte y posterior mercadeo. La de color amarillo es menos perecedera y ofrece mejores posibilidades comerciales debido a sus cualidades resistentes y, sobre todo, a su sabor, superior a las variedades rojas. Hay otras especies, como las siguientes:
- Selenicereus costaricensis, de pulpa roja y piel rosa
- Selenicereus monacanthus, de pulpa roja y piel rosa
- Selenicereus undatus, o "reina de la noche", de pulpa blanca y piel rosa

## Propiedades
La cáscara es de un verde purpúreo o de color amarillo. La pulpa de la pitahaya contiene pequeñas semillas negras. Su aroma se pierde cuando se calienta. Las pitahayas rojas tienen la pulpa de color blanco o rojo; las de pulpa roja son más difíciles de cultivar y por ello menos frecuentes, si bien su sabor es más intenso que la de pulpa blanca.

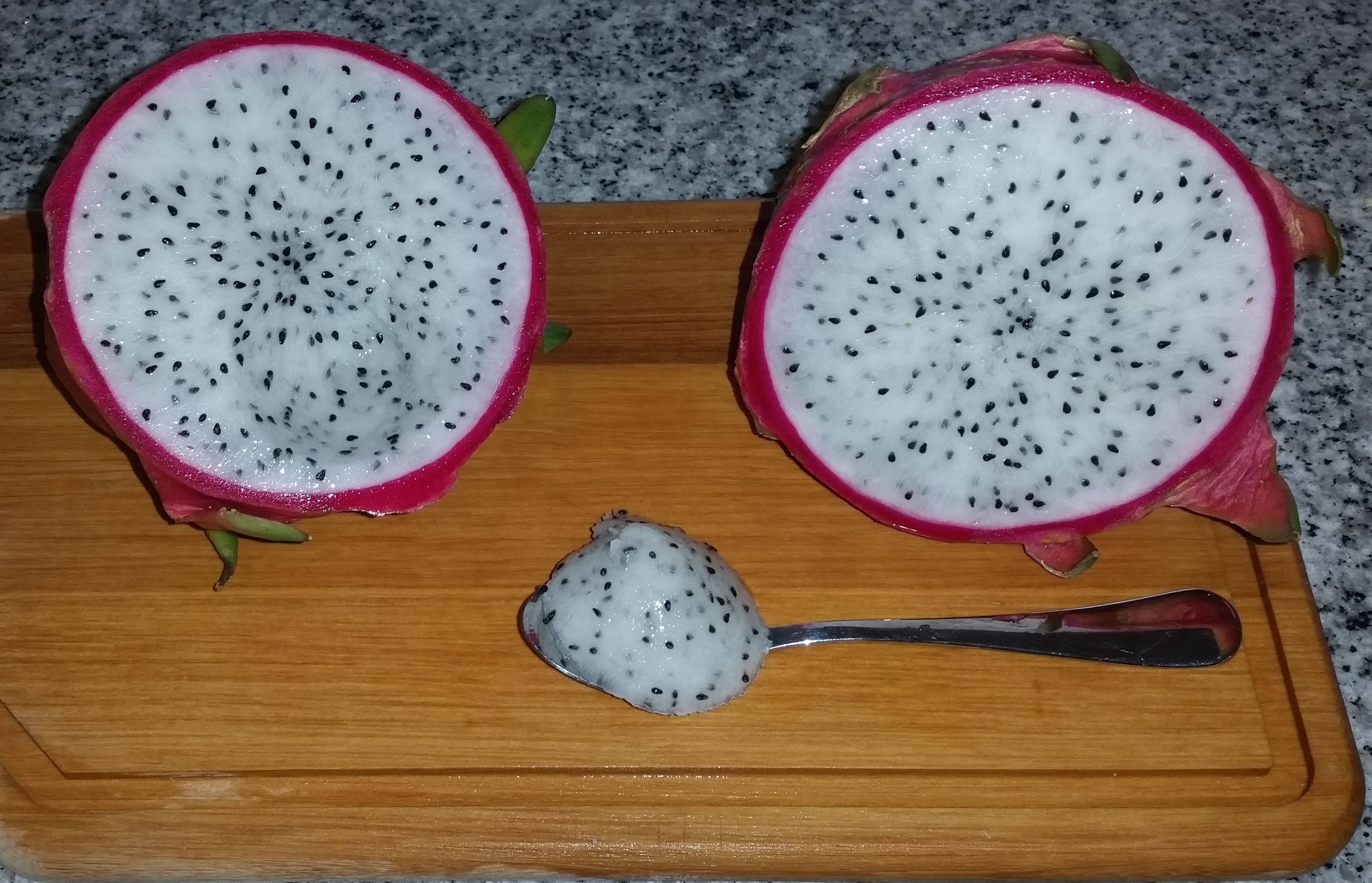
Pitahaya con pulpa expuesta para apreciar la textura suave, pero firme.

Son frutas sensibles a la presión y por ello difíciles de transportar. En Europa es posible encontrarla en los supermercados; la de Centroamérica entre julio y diciembre y la de Vietnam entre enero y junio. Las frutas provenientes de Tailandia llegan por avión durante todo el año.
La pitahaya ayuda en la creación de glóbulos rojos. El 90 % de la fruta está compuesto de agua y es rica en hierro, calcio y fósforo; también contiene vitaminas B, C y E. Es rica en fibra por lo cual ayuda al tránsito intestinal. Su valor energético es de 210 kJ/100 g.

## Producción
Los principales productores del mundo de pitahaya son Nicaragua (máximo productor en Centroamérica de Selenicereus sp.), Colombia (máximo productor de Selenicereus megalanthus), Perú, Ecuador y España (especialmente en San Miguel de Salinas), los 3, productores de Selenicereus sp., Vietnam (máximo productor de Selenicereus undatus en el sudeste de Asia), Tailandia, Malasia, Catar e Israel.